# Ickleton
Ickleton – wieś i civil parish w Anglii, w hrabstwie Cambridgeshire, w dystrykcie South Cambridgeshire. Leży 14 km na południe od miasta Cambridge i 66 km na północ od Londynu. W 2011 civil parish liczyła 986 mieszkańców. Ickleton jest wspomniana w Domesday Book (1086) jako Inchelintone.